# William Trevitt
William James Piper Trevitt (Cambridge, 1969) è un ex ballerino, regista e produttore televisivo britannico. È stato primo ballerino del Royal Ballet dal 1994 al 2001.

## Biografia
Nato e cresciuto a Cambridge, ha studiato danza alla Royal Ballet School e a diciotto anni è stato scritturato dal Royal Ballet. Nel 1994 è stato proclamato primo ballerino della compagnia e in questa veste ha danzato ruoli di grandi rilievo, tra cui Oberon in The Dream in Frederick Ashton, il Principe nella Cenerentola di Ashton, Benvolio e Mercuzio nel Romeo e Giulietta di Kenneth MacMillan, Lescaut in Manon di MacMillan, l'uccello azzurro e Florimund ne La bella addormentata di Marius Petipa e Siegfried ne Il lago dei cigni di Anthony Dowell.
Nel 2001 ha lasciato il Covent Garden insieme al collega Michael Nunn per fondare il BalletBoyz, una compagnia di danza moderna. Insieme a Nunn ha cominciato a lavorare in televisione, producendo e lavorando come direttore della fotografie in diversi documentari. Nel 2008 i due hanno vinto l'International Emmy Award per il documentario Strictly Bolshoi. Nel 2013 è stato tra i presentatori dell'Eurovision Young Dancers a Danzica. Nel 2019 ha diretto con Nunn Romeo and Juliet: Beyond Words, un adattamento in novanta minuti del Romeo e Giulietta di MacMillan.

## Filmografia parziale

### Regista
- Romeo and Juliet: Beyond Words – film TV (2019)